# Ergasilus thailandensis
Ergasilus thailandensis is een eenoogkreeftjessoort uit de familie van de Ergasilidae. De wetenschappelijke naam van de soort is voor het eerst geldig gepubliceerd in 1943 door Capart.